# Nahuel Banegas
Nahuel Banegas (Benavídez, Buenos Aires, Argentina; 6 de octubre de 1996) es un futbolista argentino. Juega de lateral izquierdo y su equipo actual es el Club Atlético Tigre, de la Primera División de Argentina.

## Trayectoria

### Puerto Nuevo
Surgido de las inferiores de Tigre, en 2018 se suma a Puerto Nuevo para disputar el Campeonato de Primera D 2018-19. En esa temporada, con el equipo portuario, disputó 24 partidos y anotó un gol.

### Villa Dálmine
Para el Campeonato de Primera Nacional 2019-20, es anunciado como refuerzo de Villa Dálmine. Debutó con "el viola" el 17 de agosto de 2019 en la victoria 2 a 0 frente a Instituto, por el partido correspondiente a la primera fecha del torneo de ascenso.
Con el equipo de Campana jugó 17 partidos y no convirtió ningún gol

### Central Córdoba (SdE)
Para el segundo semestre de 2020, es enviado a préstamo con opción de compra a Central Córdoba de Santiago del Estero de la Primera División Argentina. Su primer partido fue el 1 de noviembre de 2020 en la derrota 1 a 0 frente a Independiente por un partido correspondiente a la Copa de la Liga y, pese a disputar solo 2 partidos más en el resto del campeonato, el equipo santiagueño ejecutó la cláusula de compra para retener al jugador.
Su primer y único gol con el equipo lo realizó el 3 de diciembre de 2021, en la victoria 2 a 0 frente a Unión de Santa Fe, por el partido correspondiente a la fecha 24 de la Liga Profesional 2021.
En dos años y medio con el "ferroviario", disputó 24 partidos y anotó 1 gol.

### San Martín de Tucumán
Para la temporada 2023 de la Primera Nacional es cedido a préstamo, con opción de compra al finalizar la misma, a San Martin de Tucumán. Hizo su debut el 4 de febrero, en la victoria 1 a 0 frente a Estudiantes de Río Cuarto, por la primera fecha del torneo de ascenso.
Su primer gol con el club lo hizo el 9 de abril en la victoria 4 a 1 frente a San Martín de San Juan, en el partido correspondiente a decimoprimera fecha de la Primera Nacional. En ese partido también daría una asistencia.
Debido al buen rendimiento del defensor, el 5 de octubre el club decide ejecutar la opción de compra que poseía, ampliando el contrato de Banegas hasta 2026.
En su estadía en el club, Banegas convirtió 10 goles y repartió 5 asistencias en 56 partidos.

### Tigre
Debido a su buen rendimiento en el conjunto tucumano, Banegas es pretendido por varios equipos y le comunica al club su deseo de cambiar de aires. Luego de un pase fallido a Belgrano de Córdoba, el 11 de julio de 2024 se une a Tigre, equipo donde realizó las inferiores, por medio de un préstamo con cargo de 18 meses y opción de compra al finalizar el mismo.
Su debut con el conjunto de Victoria fue el 18 de julio, en la victoria 2 a 0 frente Argentinos Juniors, por la fecha 6 de la Liga Profesional 2024. En ese partido convirtió el segundo gol del "matador".

## Estadísticas

### Clubes
Actualizado de acuerdo al último partido jugado el 12 de abril de 2025.
| Club                            | Div.          | Temporada     | Liga  | Liga  | Liga   | Copas nacionales | Copas nacionales | Copas nacionales | Torneos internacionales | Torneos internacionales | Torneos internacionales | Total | Total | Total  |
| Club                            | Div.          | Temporada     | Part. | Goles | Asist. | Part.            | Goles            | Asist.           | Part.                   | Goles                   | Asist.                  | Part. | Goles | Asist. |
| ------------------------------- | ------------- | ------------- | ----- | ----- | ------ | ---------------- | ---------------- | ---------------- | ----------------------- | ----------------------- | ----------------------- | ----- | ----- | ------ |
| C. A. Puerto Nuevo Argentina    | 5.ª           | 2018-19       | 24    | 1     | 0      | —                | —                | —                | —                       | —                       | —                       | 24    | 1     | 0      |
| C. A. Puerto Nuevo Argentina    | Total club    | Total club    | 24    | 1     | 0      | 0                | 0                | 0                | 0                       | 0                       | 0                       | 24    | 1     | 0      |
| Villa Dálmine Argentina         | 2.ª           | 2019-20       | 17    | 0     | 1      | —                | —                | —                | —                       | —                       | —                       | 17    | 0     | 1      |
| Villa Dálmine Argentina         | Total club    | Total club    | 17    | 0     | 1      | 0                | 0                | 0                | 0                       | 0                       | 0                       | 17    | 0     | 1      |
| Central Córdoba (SdE) Argentina | 1.ª           | 2020          | —     | —     | —      | 3                | 0                | 0                | —                       | —                       | —                       | 3     | 0     | 0      |
| Central Córdoba (SdE) Argentina | 1.ª           | 2021          | 4     | 1     | 0      | 3                | 0                | 0                | —                       | —                       | —                       | 7     | 1     | 0      |
| Central Córdoba (SdE) Argentina | 1.ª           | 2022          | 7     | 0     | 0      | 7                | 0                | 0                | —                       | —                       | —                       | 14    | 0     | 0      |
| Central Córdoba (SdE) Argentina | Total club    | Total club    | 11    | 1     | 0      | 13               | 0                | 0                | 0                       | 0                       | 0                       | 24    | 1     | 0      |
| San Martín (T) Argentina        | 2.ª           | 2023          | 34    | 4     | 3      | 2                | 1                | 0                | —                       | —                       | —                       | 36    | 5     | 3      |
| San Martín (T) Argentina        | 2.ª           | 2024          | 19    | 3     | 2      | 1                | 2                | 0                | —                       | —                       | —                       | 20    | 5     | 2      |
| San Martín (T) Argentina        | Total club    | Total club    | 53    | 7     | 5      | 3                | 3                | 0                | 0                       | 0                       | 0                       | 56    | 10    | 5      |
| C. A. Tigre Argentina           | 1.ª           | 2024          | 16    | 1     | 0      | —                | —                | —                | —                       | —                       | —                       | 16    | 1     | 0      |
| C. A. Tigre Argentina           | 1.ª           | 2025          | 12    | 0     | 1      | 1                | 0                | 0                | —                       | —                       | —                       | 13    | 0     | 1      |
| C. A. Tigre Argentina           | Total club    | Total club    | 28    | 1     | 1      | 1                | 0                | 0                | 0                       | 0                       | 0                       | 29    | 1     | 1      |
| Total carrera                   | Total carrera | Total carrera | 133   | 10    | 7      | 17               | 3                | 0                | 0                       | 0                       | 0                       | 150   | 13    | 7      |
| 1. 2.                           |               |               |       |       |        |                  |                  |                  |                         |                         |                         |       |       |        |